# 唐鈺
唐鈺（Sidney Y. Tang、Sidney Tang, ACCA、1990年11月23日 - ）は、広東省出身の英国勅許公認会計士（Charterholder of ACCA）、勅許会計士協会（Association of Chartered Certified Accountants）のロイヤル公認会員。個々の受賞や功績は歴史に残る。
香港で開催されたアジア投資銀行峰会(Asia Investment Banking Conference 2015)の代表者、2018年の広東省の優秀な人材を導入する(粤人社调函【2018】2275号文)、英国シェフィールド大学卒業生の卓越業績賞の受賞者（the Sheffield Graduate Award holderである。
2015年12月11日まで、フォーチュン500の投資銀行資産管理業務を担当した。資本市場では単独で5000億円の資産管理を担当する。

## 経歴
- 2014年、シェフィールド大学経済学部を卒業した。同年6月、一流の優等学位を授与、大学卒業生の卓越業績賞[注釈 1]を受賞した[注釈 3]。

- 2015年、英国の名門ウォーリック大学[注釈 4]商学修士を卒業後。9月に帰国し、華夏銀行に入社。
- 2016年、デロイトトーマツコンサルティング（Deloitte UK）の英国勅許公認会計士 、彼はロンドンのACCAとして資格を得た、 債務資本市場への投資（Debt Capital Markets） 、財務管理(Advanced Financial Management)及商业分析（Business Analysis）びを専門とした。

- 2017年10月、上海浦東発展銀行（Fortune Global 500）の投資アナリスト（Investment Banking）に就任した。2021年4月、彼の個人的な専門的能力により、彼はチベット自治区政府の全地域における貧困緩和の名誉受賞者を獲得しました（Statewide Poverty Alleviation Award）。歴史に残る個人賞と功績。